# コンチネンタル・レスリング・アソシエーション
コンチネンタル・レスリング・アソシエーション（Continental Wrestling Association、後にチャンピオンシップ・レスリング・アソシエーション / Championship Wrestling Associationに改名、略称：CWA）は、ジェリー・ジャレットが主宰してジェリー・ローラーをエースに1977年から1989年まで存在したアメリカ合衆国のプロレス団体。テネシー州メンフィスを拠点としていた。本項では前身テリトリーであるNWAミッドアメリカ（NWA Mid-America）についても記述している。

## 概要
CWAはNWA、AWAと同様の「統括組織」の名称で、団体としては通常『ミッド・サザン・レスリング』という呼称が用いられた。もともとはNWAの主要なテリトリーのひとつで、主にテネシー州とケンタッキー州で運営された。1986年までNWA加盟団体として、また1989年まではAWAの提携団体として存在した。1989年に、CWAはテキサス州ダラスのWCCW（ワールド・クラス・チャンピオンシップ・レスリング）と合併し、USWA（ユナイテッド・ステーツ・レスリング・アソシエーション）を結成するも、翌1990年には分裂し解消された。
団体発足期の1970年代末から1980年代前半にかけて、CWAはスチュ・ハートが主宰するカナダ・カルガリーのスタンピード・レスリングと提携を結んでおり、ビッグ・ダディ・リッター、デビッド・シュルツ、ホンキー・トンク・ウェインらがテネシー経由でカルガリー・マットに登場。彼らのその後のキャリアにおいて、WWFなどメジャー団体進出へのステップともなった。
また、カルガリーと提携関係にあった日本の国際プロレスとも接点を持ち、1960年代のNWAミッドアメリカ時代からテネシー地区を主戦場としていたジプシー・ジョーの仲介により、モンゴリアン・ストンパー、ロン・バス、ジョー・ルダック、ポール・エラリングなどがCWAから国際プロレスに来日している。
日本においてテネシー地区は、その試合スタイルの荒っぽさやメジャー団体に与しない独立団体的なイメージから、荒くれ者の「はみだし野郎」が集結した "無法地帯" などと呼ばれていた。アリーナを飛び出してのストリートファイトまがいの乱闘や、会場に観客を入れずに試合を行うエンプティ・アリーナ・マッチなど、メンフィス・スタイル（Memphis-style Brawling）と呼ばれる現在のハードコア・レスリングに通じる試合形式もいち早く取り入れている。ウォーリー山口は、大仁田厚がFMWで表現したことは、「アイディアの宝庫」であるテネシーをサーキットした経験がヒントになっていたとしている（大仁田は海外武者修行中の1981年、渕正信と共にCWAのリングに上がっていた）。

## 歴史

### 分裂
「メンフィス地区」と称されるプロレスのテリトリーとしては1940年代に創設された。テネシー州メンフィスおよびナッシュビルを中心に、周辺の中小都市で数名のプロモーターが興行を行なった。ジャッキー・ファーゴをエースに擁した「NWAミッドアメリカ」のテリトリーは、その初期にはタッグマッチの宝庫で、メインイベントのほとんどすべてがタッグマッチであった。1960年代にはアメリカ武者修行時代のカンジ・イノキことアントニオ猪木がヒロ・マツダ、プロフェッサー・イトーこと上田馬之助がトージョー・ヤマモトと組んで、それぞれ同地区認定のNWA世界タッグ王座を獲得している。星野勘太郎&山本小鉄のヤマハ・ブラザーズや大熊元司&グレート小鹿の極道コンビ（ライジング・サンズ）も、アメリカ修行時代はテネシーで活躍していた。
1970年代半ばにジェリー・ローラーが "キング" としてその名を高めると同時に、タッグマッチからシングルマッチ中心へと移行し始めた。NWA傘下のテリトリーとして、同地区にはハーリー・レイス、テリー・ファンク、ジャック・ブリスコ、ダスティ・ローデスといった一連のNWAのスターが登場し、ジェリー・ローラーと対戦した。ローラーはホームでありながらもヒールとして彼らを迎え撃ち、"キング" が繰り出す汚い反則攻撃に地元の観客はボルテージを上げた。
1970年代後半、このテリトリーは、NWAミッドアメリカのプロモーターだったニック・グラスと、その番頭格だったジェリー・ジャレットの二派に分裂した。ニックは金払いの悪いことで知られただけでなく、息子のジョージ・グラスを勝たせるブックを連発したため、団体の多くのレスラーたちは不満を募らせた。AWAの総帥バーン・ガニアの息子グレッグ・ガニアとは異なり、ニックの息子の実力は大したものではなかった。こうした問題もあって最終的にジェリー・ジャレットはグラス派と袂を分かち、1977年にジェリー・ローラーと共に新団体「コンチネンタル・レスリング・アソシエーション」（略称CWA）を設立。その3年後にはグラスのテリトリーは消滅し、CWAに吸収された。

### 黄金期
1978年、CWAはAWAとの提携を開始。これにより、グラス派から受け継いだNWA認定のミッドアメリカ版南部王座はAWAの認定タイトルとなった。また、CWAはメンフィスのミッドサウス・コロシアムで毎週月曜に興行を行なった。これらの興行は同様にルイビルとナッシュビルでも毎週土曜に行なわれた。三都市での三つの興行のほか、テネシー、ケンタッキー、アーカンソー、ミズーリ、アラバマ北部でも追加の興行を行なった。
1980年代に入ると、フェイスターンしたジェリー・ローラーと、ヒール時代の彼のマネージャーだったジミー・ハートの抗争で観客を沸かせた。ジミー・ハートは「ファースト・ファミリー」というユニットを組んでローラーと対立した。このユニットには、ハルカマニア以前のハルク・ホーガンや、ビル・アーウィン、アイアン・シーク、ケン・パテラ、ジェシー・ベンチュラ、バグジー・マグロー、ケビン・サリバン、ポール・エラリング、キングコング・バンディなど、数えきれないほどの選手が歴代のメンバーとなった。この抗争は、ハートがWWFと契約してテリトリーを去る時まで続いた。
1981年にはジェリー・ローラーとテリー・ファンクがミッドサウス・コロシアムにて、観客を入れないエンプティ・アリーナ・マッチを行なった。ローラーは1970年代後半から1990年代前半にかけて、ダッチ・マンテル、ロバート・フラー、モンゴリアン・ストンパー、ブルーザー・ブロディ、ジミー・バリアント、オースチン・アイドル、ロッキー・ジョンソン、トミー・リッチ、エディ・ギルバート、ランディ・サベージ、リック・ルードなどのレスラーたちと、パートナーになったり抗争したりした。なかでもビル・ダンディーとの抗争は最もよく知られている。小柄ながらもビル・ダンディーのカリスマ性は、今でも往時のメンフィス地区を知る者の間では語り草となっている。

### アンディ・カウフマンとの抗争
CWAを全国的に知らしめたのは、コメディアンのアンディ・カウフマンとジェリー・ローラーの抗争であった。1980年代前半、アンディ・カウフマンは彼自身のショーにおいて、女性が自分と勝負して勝利したら1000ドルを与えるという形式のレスリングを行なっていた。彼はこれら自分のやっている試合は「本物」であり、プロレスは「本物」ではないと主張していた。
カウフマンはミッドサウス・コロシアムの興行にもやってきて、アンダーカードで女性とのレスリングを行ない、負けたら結婚するとまで宣言した。この行為に腹を立てたジェリー・ローラーとの抗争アングルは、地元のファンの大きなヒートを買うことができた。カウフマンはことあるごとに「ハリウッド出身」であることを強調した。ローラーは最終的に彼と対戦し、メンフィス地区で「禁止」されていた危険な技であるパイルドライバーを、一度ならず二度も与えた。カウフマンは首を負傷し、担架で運ばれた。一部の新聞には「コメディアンのカウフマンがプロレスで首を負傷した」という記事を掲載し、これが全国的に知れるところとなった。
1982年7月27日、カウフマンとローラーは、全国放送のデイヴィッド・レターマンの番組『レイト・ナイト・ウィズ・デイヴィッド・レターマン』にゲスト出演した。カウフマンは5ヶ月前の試合からまだ傷が癒えていないことを示す首の包帯を付けていた。二人が口論になると、ローラーは起ち上がってカウフマンに平手打ちをして、カウフマンは椅子から転げ落ちた。カウフマンはローラーにコーヒーを投げつけ、罵詈雑言を浴びせてスタジオから去った。このローラーとカウフマンのやり取りで、NBCネットワークの幹部は慌てて、二人の抗争は本物だったと信じるに足りた。カウフマンとローラーのこの有名な抗争と試合はのちにワークで、二人は本当は友人であることが分かった。この真実は、カウフマンの死後10年以上たった1995年、NBCのドキュメンタリー『A Comedy Salute to Andy Kaufman』がエミー賞にノミネートされる時まで伏せられた。2002年のローラーの自伝によると、レターマンの番組での暴発は、コメディアンであるカウフマン自身のアイデアであった。
カウフマンとの抗争は1983年前半には終了し、その後ローラーは再びジミー・ハートと彼のファースト・ファミリーとの抗争に焦点を当てた。

### 終焉期
1986年、ジェリー・ジャレットはNWAから脱退し、すべてのタイトルからNWAの文字を抹消。AWA世界ヘビー級王座のみを唯一の承認世界タイトルとした。また、1987年後半よりCWAの団体名を「チャンピオンシップ・レスリング・アソシエーション」と変更、これに伴い、CWAの全シングル王座（AWAサザン、CWA/AWAインター、NWAミッドアメリカ）は「CWAヘビー級王座」として統一された。
1988年、WWFの全米侵攻に対抗するために、AWAとCWAの併合の計画が立案された。同年5月9日、ジェリー・ローラーはメンフィスにて当時のAWA王者カート・ヘニングを破り、AWA世界ヘビー級王座を獲得。この年にはAWAとCWAの併合の話は、テキサスのWCCW（ワールド・クラス・チャンピオンシップ・レスリング）も含みながら拡大し、その王座統一戦がAWAの最初の（そして最後の）PPV興行『SuperClash III』で行なわれた。ローラーはケリー・フォン・エリックを下し、AWA、CWA、WCCWの「統一世界王者」となった。しかしこの興行の後、AWAとの関係は断絶し、ローラーのAWA世界タイトルは剥奪された。
AWAとの合併に失敗した後、ジェリー・ジャレットはフォン・エリック一家からWCCWを買収し、二つの団体を統一して1989年にUSWA（ユナイテッド・ステーツ・レスリング・アソシエーション）を創設。こうしてCWAの時代は終わった。

## タイトル
- NWAテネシー・ヘビー級王座
- NWAテネシー・タッグ王座